# Зарудзе (Люблінське воєводство)
Зарудзе (Зарудє, пол. Zarudzie) — село в Польщі, у гміні Неліш Замойського повіту Люблінського воєводства. Населення — 312 осіб (2011).

## Історія
До Першої світової війни в селі проживало 22 українські та 20 польських родин. Під час війни 17 українських родин виїхало у внутрішні райони Російської імперії. Поляки залишилося.
У 1975—1998 роках село належало до Замойського воєводства.

## Демографія
Демографічна структура станом на 31 березня 2011 року:
|          | Загалом | Допрацездатний вік | Працездатний вік | Постпрацездатний вік |
| -------- | ------- | ------------------ | ---------------- | -------------------- |
| Чоловіки | 150     | 31                 | 103              | 16                   |
| Жінки    | 162     | 30                 | 93               | 39                   |
| Разом    | 312     | 61                 | 196              | 55                   |